# Platycorynus
Platycorynus es un género de insecto coleóptero de la familia Chrysomelidae.

## Especies
Las especies de este género son:
- Platycorynus angularis Tan, 1982
- Platycorynus apicalis Kimoto & Gressitt, 1982
- Platycorynus argentipilus Tan, 1982
- Platycorynus backoensis Medvedev & Rybakova, 1985
- Platycorynus buonloicus Medvedev & Rybakova, 1985
- Platycorynus cupreoviridis (Tang, 1992)
- Platycorynus dentatus Tan, 1982
- Platycorynus laosensis Kimoto & Gressitt, 1982
- Platycorynus pubicollis Medvedev & Rybakova, 1985
- Platycorynus punctatus Tan, 1982
- Platycorynus purpureimicans Tan, 1982
- Platycorynus roseus Tan, 1982
- Platycorynus rugosus Kimoto & Gressitt, 1982
- Platycorynus sulcus Tan, 1982